# Super League 2023-2024
La Super League 2023-2024, nota come Credit Suisse Super League 2023-2024 per motivi di sponsorizzazione, è stata la 127ª edizione della massima divisione del campionato svizzero di calcio, la 21ª edizione sotto l'attuale denominazione, con stagione regolare, è iniziata il 22 luglio 2023 ed è terminata il 25 maggio 2024. Lo Young Boys si è laureato campione per la 17 volta nella propria storia.

## Stagione

### Novità
Dalla Super League 2022-2023 è stato retrocesso in cadetteria il Sion, classificatosi all'ultimo posto, mentre dalla Challenge League 2022-2023 sono state promosse il Yverdon, vincitore della competizione, il Losanna e il Stade Lausanne-Ouchy.

## Squadre partecipanti
| Club                 | Stagione | Città             | Stadio                            | Stagione precedente                    |
| -------------------- | -------- | ----------------- | --------------------------------- | -------------------------------------- |
| Basilea              | dettagli | Basilea           | St. Jakob-Park                    | 5º posto in Super League               |
| Grasshoppers         | dettagli | Zurigo            | Stadio Letzigrund                 | 7º posto in Super League               |
| Losanna              | dettagli | Losanna           | Stadio della Tuilière             | 2º posto in Challenge League, promosso |
| Lucerna              | dettagli | Lucerna           | Swissporarena                     | 4º posto in Super League               |
| Lugano               | dettagli | Lugano            | Stadio di Cornaredo               | 3º posto in Super League               |
| San Gallo            | dettagli | San Gallo         | Kybunpark                         | 6º posto in Super League               |
| Servette             | dettagli | Ginevra           | Stade de Genève                   | 2º posto in Super League               |
| Stade Lausanne-Ouchy | dettagli | Losanna           | Stade Olympique de la Pontaise    | 3º posto in Challenge League, promosso |
| Winterthur           | dettagli | Winterthur        | Stadion Schützenwiese             | 9º posto in Super League               |
| Young Boys           | dettagli | Berna             | Stadio Wankdorf                   | 1º posto in Super League               |
| Yverdon              | dettagli | Yverdon-les-Bains | Stade Municipal Yverdon-les-Bains | 1º posto in Challenge League, promosso |
| Zurigo               | dettagli | Zurigo            | Stadio Letzigrund                 | 8º posto in Super League               |

## Allenatori e primatisti
| Squadra              | Allenatore                                                                         | Calciatore più presente                         | Cannoniere                   |
| -------------------- | ---------------------------------------------------------------------------------- | ----------------------------------------------- | ---------------------------- |
| Basilea              | Timo Schultz (1ª-8ª) Heiko Vogel (9ª-12ª) Fabio Celestini (13ª-38)                 | Dominik Schmid, Fabian Frei, Thierno Barry (35) | Thierno Barry (9)            |
| Grasshoppers         | Bruno Berner (1ª-32ª) Marco Schällibaum (32ª-38ª)                                  | Ayumu Seko, Amir Abrashi, Justin Hammel (36)    | Tsiy William Ndenge (8)      |
| Losanna              | Ludovic Magnin                                                                     | Antoine Bernède (37)                            | Kaly Sène (12)               |
| Lucerna              | Mario Frick                                                                        | Pascal Loretz (37)                              | Lars Villiger, Max Meyer (6) |
| Lugano               | Mattia Croci-Torti                                                                 | Jonathan Sabbatini, Žan Celar (36)              | Žan Celar (14)               |
| San Gallo            | Peter Zeidler                                                                      | Chadrac Akolo, Lawrence Ati-Zigi (37)           | Chadrac Akolo (14)           |
| Servette             | René Weiler                                                                        | Timothé Cognat (38)                             | Chris Bedia (10)             |
| Stade Lausanne-Ouchy | Anthony Braizat (1ª-14ª) Ricardo Dionisio (15ª-38ª)                                | Lavdrim Hajrulahu (37)                          | Alban Ajdini (8)             |
| Winterthur           | Patrick Rahmen                                                                     | Nishan Burkart (36)                             | Aldin Turkeš (9)             |
| Young Boys           | Raphaël Wicky (1ª-26ª) Joël Magnin (27ª-38ª)                                       | Silvère Ganvoula M'Boussy (35)                  | Joël Monteiro (12)           |
| Yverdon              | Marco Schällibaum (1ª-12ª) Alessandro Mangiarratti (13ª-38ª)                       | Boris Céspedes (36)                             | Kevin Carlos (14)            |
| Zurigo               | Bo Henriksen (1ª-24ª) Murat Ural/ Umberto Romano (24ª-34ª) Ricardo Moniz (34ª-38ª) | Yanick Brecher (38)                             | Antonio Marchesano (12)      |

## Stagione regolare

### Classifica finale
|  | Pos. | Squadra              | Pt | G  | V  | N  | P  | GF | GS | DR  |
|  | ---- | -------------------- | -- | -- | -- | -- | -- | -- | -- | --- |
|  | 1.   | Young Boys           | 65 | 33 | 19 | 8  | 6  | 67 | 32 | +35 |
|  | 2.   | Lugano               | 59 | 33 | 18 | 5  | 10 | 61 | 44 | +17 |
|  | 3.   | Servette             | 57 | 33 | 16 | 9  | 8  | 53 | 38 | +15 |
|  | 4.   | San Gallo            | 50 | 33 | 14 | 8  | 11 | 53 | 44 | +9  |
|  | 5.   | Winterthur           | 49 | 33 | 13 | 10 | 10 | 55 | 56 | -1  |
|  | 6.   | Zurigo               | 48 | 33 | 12 | 12 | 9  | 44 | 35 | +9  |
|  | 7.   | Lucerna              | 44 | 33 | 12 | 8  | 13 | 41 | 46 | -5  |
|  | 8.   | Losanna              | 40 | 33 | 10 | 10 | 13 | 43 | 48 | -5  |
|  | 9.   | Basilea              | 40 | 33 | 11 | 7  | 15 | 41 | 51 | -10 |
|  | 10.  | Yverdon              | 40 | 33 | 11 | 7  | 15 | 43 | 64 | -21 |
|  | 11.  | Grasshoppers         | 30 | 33 | 8  | 6  | 19 | 35 | 45 | -10 |
|  | 12.  | Stade Lausanne-Ouchy | 23 | 33 | 5  | 8  | 20 | 33 | 66 | -33 |

Legenda:
      Ammessa al Gruppo Champions.
      Ammessa al Gruppo Retrocessione.
Note:
Tre punti a vittoria, uno a pareggio, zero a sconfitta.
In caso di arrivo di due o più squadre a pari punti, la graduatoria verrà stilata in base ai seguenti criteri:
- Differenza reti generale.
- Reti realizzate in generale.
- Differenza reti negli scontri diretti.
- Maggior numero di reti in trasferta.
- Sorteggio.

## Risultati

### Tabellone

#### Primo e secondo turno (andata e ritorno)
|                      | BAS | GCZ | LS  | LUZ | LUG | SG  | SLO | SFC | WIN | YB  | YS  | FCZ |
| -------------------- | --- | --- | --- | --- | --- | --- | --- | --- | --- | --- | --- | --- |
| Basilea              | ——— | 0-1 | 1-2 | 1-1 | 0-1 | 2-0 | 0-3 | 0-1 | 5-2 | 1-0 | 2-1 | 2-2 |
| Grasshoppers         | 3-1 | ——— | 5-0 | 0-1 | 2-1 | 1-1 | 5-2 | 1-3 | 0-1 | 0-1 | 1-1 | 2-1 |
| Losanna              | 3-0 | 1-1 | ——— | 3-1 | 3-1 | 0-1 | 1-0 | 1-1 | 2-5 | 0-1 | 1-2 | 0-0 |
| Lucerna              | 0-1 | 2-0 | 2-1 | ——— | 3-2 | 1-0 | 2-1 | 2-0 | 3-1 | 1-1 | 2-1 | 1-4 |
| Lugano               | 1-3 | 0-0 | 2-1 | 1-0 | ——— | 1-0 | 2-3 | 0-1 | 2-1 | 1-1 | 6-1 | 0-3 |
| San Gallo            | 2-1 | 3-1 | 2-1 | 2-1 | 1-4 | ——— | 4-0 | 0-2 | 4-2 | 2-1 | 4-0 | 1-0 |
| Stade Lausanne-Ouchy | 1-1 | 2-1 | 2-2 | 0-3 | 0-3 | 2-5 | ——— | 1-1 | 1-3 | 1-3 | 1-1 | 0-3 |
| Servette             | 4-1 | 2-0 | 2-1 | 4-2 | 2-2 | 1-1 | 3-1 | ——— | 2-2 | 0-1 | 1-0 | 2-2 |
| Winterthur           | 1-3 | 3-1 | 1-0 | 0-0 | 2-3 | 2-1 | 2-1 | 3-3 | ——— | 1-4 | 1-1 | 2-1 |
| Young Boys           | 3-0 | 1-0 | 2-1 | 6-1 | 4-1 | 3-0 | 1-0 | 1-1 | 5-2 | ——— | 5-1 | 0-0 |
| Yverdon              | 3-2 | 0-3 | 2-2 | 2-1 | 0-5 | 1-0 | 2-1 | 4-1 | 1-1 | 2-2 | ——— | 3-0 |
| Zurigo               | 0-0 | 2-1 | 2-2 | 1-1 | 3-0 | 1-1 | 1-1 | 0-2 | 3-2 | 3-1 | 2-0 | ——— |

#### Terzo turno (solo andata)
|                      | BAS  | GCZ  | LS   | LUZ  | LUG  | SG   | SLO  | SFC  | WIN  | YB   | YS   | FCZ  |
| -------------------- | ---- | ---- | ---- | ---- | ---- | ---- | ---- | ---- | ---- | ---- | ---- | ---- |
| Basilea              | –––– | -    | 1-2  | -    | -    | 1-0  | -    | 2-1  | 1-1  | -    | -    | 2-2  |
| Grasshoppers         | 2-1  | –––– | 0-1  | 0-1  | 0-1  | 1-1  | -    | -    | -    | -    | -    | -    |
| Losanna              | -    | -    | –––– | -    | -    | 3-3  | -    | -    | 1-1  | 2-0  | 3-1  | 1-0  |
| Lucerna              | 1-1  | -    | 0-0  | –––– | 0-1  | -    | -    | 2-2  | -    | -    | 1-0  | 0-1  |
| Lugano               | 2-0  | -    | 2-0  | -    | –––– | -    | -    | -    | -    | 3-3  | 2-0  | 2-0  |
| San Gallo            | -    | -    | -    | 1-1  | 2-3  | –––– | 1-0  | -    | 2-2  | 2-2  | 5-1  | -    |
| Stade Lausanne-Ouchy | 0-2  | 1-1  | 1-1  | 2-1  | 1-3  | -    | –––– | -    | 0-1  | -    | -    | -    |
| Servette             | -    | 1-0  | 3-1  | -    | 2-1  | 2-0  | 1-2  | –––– | -    | -    | -    | 0-1  |
| Winterthur           | -    | 2-0  | -    | 2-1  | 2-2  | -    | -    | 1-0  | –––– | 1-2  | 2-1  | -    |
| Young Boys           | 5-1  | 3-0  | -    | 4-2  | -    | -    | 1-0  | 0-1  | -    | –––– | -    | -    |
| Yverdon              | 0-2  | 3-2  | -    | -    | -    | -    | 3-0  | 2-1  | -    | 0-0  | –––– | 3-2  |
| Zurigo               | -    | 1-0  | -    | -    | -    | 0-1  | 2-2  | -    | 0-0  | 1-0  | -    | –––– |

## Seconda fase
Le squadre cominciano la seconda fase con gli stessi punti conquistati nella stagione regolare.

### Gruppo Champions

#### Classifica
|  | Pos. | Squadra    | Pt | G  | V  | N  | P  | GF | GS | DR  |
|  | ---- | ---------- | -- | -- | -- | -- | -- | -- | -- | --- |
|  | 1.   | Young Boys | 77 | 38 | 23 | 8  | 7  | 76 | 34 | +42 |
|  | 2.   | Lugano     | 65 | 38 | 20 | 5  | 13 | 67 | 51 | +16 |
|  | 3.   | Servette   | 64 | 38 | 18 | 10 | 10 | 59 | 43 | +16 |
|  | 4.   | Zurigo     | 60 | 38 | 16 | 12 | 10 | 53 | 41 | +12 |
|  | 5.   | San Gallo  | 57 | 38 | 16 | 9  | 13 | 60 | 51 | +9  |
|  | 6.   | Winterthur | 49 | 38 | 13 | 10 | 15 | 60 | 71 | -11 |

Legenda:
      Campione di Svizzera e ammessa all'ultimo turno preliminare della UEFA Champions League 2024-2025.
      Ammessa al secondo turno di qualificazione della UEFA Champions League 2024-2025.
      Ammesse al terzo turno di qualificazione della UEFA Europa League 2024-2025.
      Ammesse al secondo turno di qualificazione della UEFA Europa Conference League 2024-2025.
Regolamento:
Tre punti per la vittoria, uno per il pareggio, zero per la sconfitta.
La classifica viene stilata secondo i seguenti criteri:
- Punti conquistati
- Partite vinte
- Differenza reti generale
- Reti totali realizzate
- Reti realizzate fuori casa
- Partite vinte in trasferta
- Spareggio

#### Risultati
|            | LUG    | SG   | SFC  | WIN  | YB   | FCZ  |
| ---------- | ------ | ---- | ---- | ---- | ---- | ---- |
| Lugano     | ––––\| | 0-1  | 0-2  | 4-2  |      |      |
| San Gallo  |        | –––– | 1-1  |      |      | 1-2  |
| Servette   |        |      | –––– | 2-1  | 0-1  |      |
| Winterthur |        | 1-3  |      | –––– |      | 1-3  |
| Young Boys | 0-1    | 2-1  |      | 3-0  | –––– |      |
| Zurigo     | 2-1    |      | 2-1  |      | 0-2  | –––– |

### Gruppo Retrocessione

#### Classifica
|  | Pos. | Squadra              | Pt | G  | V  | N  | P  | GF | GS | DR  |
|  | ---- | -------------------- | -- | -- | -- | -- | -- | -- | -- | --- |
|  | 7.   | Lucerna              | 49 | 38 | 13 | 10 | 15 | 47 | 53 | -6  |
|  | 8.   | Basilea              | 49 | 38 | 13 | 10 | 15 | 45 | 52 | -7  |
|  | 9.   | Yverdon              | 47 | 38 | 13 | 8  | 17 | 50 | 71 | -21 |
|  | 10.  | Losanna              | 45 | 38 | 11 | 12 | 15 | 48 | 53 | -5  |
|  | 11.  | Grasshoppers         | 38 | 38 | 10 | 8  | 20 | 41 | 49 | -8  |
|  | 12.  | Stade Lausanne-Ouchy | 29 | 38 | 7  | 8  | 23 | 40 | 77 | -37 |

Legenda:
  Ammessa allo spareggio promozione-retrocessione.
      Retrocessa in Challenge League 2024-2025.
Regolamento:
Tre punti per la vittoria, uno per il pareggio, zero per la sconfitta.
La classifica viene stilata secondo i seguenti criteri:
- Punti conquistati
- Partite vinte
- Differenza reti generale
- Reti totali realizzate
- Reti realizzate fuori casa
- Partite vinte in trasferta
- Spareggio

#### Risultati
|                      | BAS       | GCZ  | LS   | LUZ  | SLO  | YS   |
| -------------------- | --------- | ---- | ---- | ---- | ---- | ---- |
| Basilea              | ––––\| \| |      |      | 1-1  | 2-0  | 0-0  |
| Grasshoppers         | 0-1       | –––– |      |      | 3-2  | 2-0  |
| Losanna              | 0-0       | 0-0  | –––– |      |      |      |
| Lucerna              |           | 1-1  |      | –––– | 1-2  |      |
| Stade Lausanne-Ouchy |           |      | 0-4  |      | –––– | 3-1  |
| Yverdon              |           |      | 3-1  | 3-1  |      | –––– |

## Spareggi

### Spareggio promozione-retrocessione
Allo spareggio sono ammesse l'undicesima classificata in Super League e la seconda classificata in Challenge League.
|              | Risultati |              | Luogo e data           |
| ------------ | --------- | ------------ | ---------------------- |
| Grasshoppers | 1 - 1     | Thun         | Zurigo, 26 maggio 2024 |
| Thun         | 1 - 2     | Grasshoppers | Thun, 31 maggio 2024   |
|              |           |              |                        |

## Statistiche

### Squadre

#### Capoliste solitarie
|    | ——  | ——     | ——     | ——     | ——     | —— | ——     | ——     | ——     | ——     | ——     | ——  | ——  | ——  | ——         | ——         | ——         | ——         | ——         | ——         | ——         | ——         | ——         | ——         | ——         | ——         | ——  | ——         | ——         | ——         | ——         | ——         | ——         | ——         | ——         | ——         | ——         | —— |  |
|    | Lug | Zurigo | Zurigo | Zurigo | Zurigo |    | Zurigo | Zurigo | Zurigo | Zurigo | Zurigo | YB  | YB  | Zur | Young Boys | Young Boys | Young Boys | Young Boys | Young Boys | Young Boys | Young Boys | Young Boys | Young Boys | Young Boys | Young Boys | Young Boys |     | Young Boys | Young Boys | Young Boys | Young Boys | Young Boys | Young Boys | Young Boys | Young Boys | Young Boys | Young Boys |    |  |
|    |     |        |        |        |        |    |        |        |        |        |        |     |     |     |            |            |            |            |            |            |            |            |            |            |            |            |     |            |            |            |            |            |            |            |            |            |            |    |  |
|    |     |        |        |        |        |    |        |        |        |        |        |     |     |     |            |            |            |            |            |            |            |            |            |            |            |            |     |            |            |            |            |            |            |            |            |            |            |    |  |
| 1ª | 2ª  | 3ª     | 4ª     | 5ª     | 6ª     | 7ª | 8ª     | 9ª     | 10ª    | 11ª    | 12ª    | 13ª | 14ª | 15ª | 16ª        | 17ª        | 18ª        | 19ª        | 20ª        | 21ª        | 22ª        | 23ª        | 24ª        | 25ª        | 26ª        | 27ª        | 28ª | 29ª        | 30ª        | 31ª        | 32ª        | 33ª        | 34ª        | 35ª        | 36ª        | 37ª        | 38ª        |    |  |

### Individuali

#### Classifica marcatori
| Gol |  |  | Giocatore                 | Squadra              |
| --- |  |  | ------------------------- | -------------------- |
| 14  |  |  | Žan Celar                 | Lugano               |
| 14  |  |  | Kevin Carlos              | Yverdon              |
| 14  |  |  | Chadrac Akolo             | San Gallo            |
| 12  |  |  | Joël Monteiro             | Young Boys           |
| 12  |  |  | Kaly Sène                 | Losanna              |
| 12  |  |  | Antonio Marchesano        | Zurigo               |
| 10  |  |  | Chris Bedia               | Servette             |
| 10  |  |  | Jonathan Okita            | Zurigo               |
| 10  |  |  | Cedric Itten              | Young Boys           |
| 9   |  |  | Jean-Pierre Nsame         | Young Boys           |
| 9   |  |  | Thierno Barry             | Basilea              |
| 9   |  |  | Meschak Elia              | Young Boys           |
| 9   |  |  | Aldin Turkeš              | Winterthur           |
| 9   |  |  | Silvère Ganvoula M'Boussy | Young Boys           |
| 8   |  |  | Sayfallah Ltaief          | Winterthur           |
| 8   |  |  | Alban Ajdini              | Stade Lausanne-Ouchy |
| 8   |  |  | Willem Geubbels           | San Gallo            |
| 8   |  |  | Enzo Crivelli             | Servette             |
| 8   |  |  | Tsiy William Ndenge       | Grasshoppers         |
| 8   |  |  | Nishan Burkart            | Winterthur           |
| 8   |  |  | Jérémy Guillemenot        | Servette             |